# Machinehead
Machinehead è un singolo del gruppo rock britannico Bush, pubblicato nel 1996 ed estratto dall'album Sixteen Stone.

## Tracce
- CD (USA)

1. Machinehead - 4:20
2. Comedown [Acoustic] - 4:24
3. X-Girlfriend - 0:44

## Video
Il videoclip della canzone è stato diretto da Shawn Mortensen.